# Cerveza de raíz

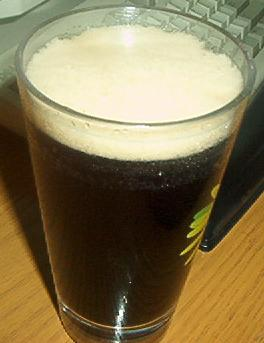
Un vaso de cerveza de raíz.

La cerveza de raíz, zarzaparrilla o root beer  es una bebida sin alcohol elaborada mediante una combinación de todos o algunos de los siguientes ingredientes: vainilla, raíz de zarzaparrilla (Smilax ornata) y/o de orozuz (regaliz), corteza de raíz de sasafrás (que en su forma natural llega a ser carcinogénica y no es agregada actualmente), corteza de cerezo (Prunus serotina), nuez moscada, anís y melaza, entre otros ingredientes. También existe la versión alcohólica de la bebida. El sabor resultante es similar al alcanfor y mentol.
Se ha especulado con la posibilidad de que el consumo habitual de la cerveza de raíz ocasionara la pérdida del esmalte dental. Sin embargo, un estudio publicado por la Asociación General de Dentistas en Estados Unidos (AGD) señaló que la cerveza de raíz no contiene ácidos susceptibles de ocasionar daños a las piezas dentales.
La cerveza de raíz es una bebida que predomina principalmente en América del Norte, y que en Estados Unidos se calcula que constituye un 3% del mercado de refrescos.
Dado que en su composición no figura la cebada esta bebida no posee gluten, por lo que puede ser consumida por personas con intolerancia al mismo (celíacos y alérgicos al gluten).

## Marcas conocidas
- A&W
- Barq's
- Carters
- IBC
- Santa Cruz (ecológica)
- Mug
- Stewart's
- Shasta
- Cruz Blanca (Costa Rica)
- Emiliano Cerveza de raíz (México)
- Caballitos (México)